# انتشارات دانشگاه میشیگان
انتشارات دانشگاه میشیگان (انگلیسی: University of Michigan Press) بخش مطبوعات و انتشارات دانشگاه میشیگان قسمتی از کتابخانه دانشگاه میشیگان است، در هر سال بالغ بر ۱۷۰ عنوان جدید در این مرکز منتشر می‌گردد که اغلب آنها مربوط به علوم انسانی و اجتماعی است، عنوان‌هایی از مطبوعات آن موفق به دریافت جایزه پولیتزر، جایزه بنکرافت و جایزه کتاب ناتیلوس نیز شده‌اند، در سال ۲۰۱۰ مرکز فارغ‌التحصیلان بارد به همراه دانشگاه میشیگان همکاری نزدیکی در جهت نگارش تاریخ مادی‌گرایی جهان داشته